# Prunella Clough
Prunella Clough (Chelsea, Londres, 11 de novembre de 1919 – 26 de desembre de 1999) va ser una artista britànica. Clough va néixer en el si d'una família de classe mitjana alta acomodada. Va estudiar inicialment en privat amb el seu pare, el poeta Eric Taylor, abans d'inscriure's a l'Escola d'Art de Chelsea el 1937. La seva tia era la dissenyadoar irlandesa Eileen Gray. A més del servei a la guerra, va pintar a temps complet fins a la seva mort el 1999 i va complementar els seus ingressos com a professora de les escoles d'art de Wimbledon i Chelsea. Clough va pintar paisatges industrials després de a Segona Guerra Mundial a la Gran Bretanya. Va morir el 26 de desembre de 1999, amb 80 anys, després d'una batalla contra el càncer.

## Premis i reconeixements
- Premi Midsummer de la City de Londres (1977)
- Premi Jerwood Prize de pintura (1999)[5]
- Va declinar l'OBE el 1968 i el CBE.

## Selecció d'exhibicions
- Leger Gallery (1947)
- Roland, Browse and Delblanco (1949)
- Leicester Galleries (1953)
- Whitechapel Gallery, Londres (1960), la primera exposició retrospectiva[6]
- Grosvenor Gallery (1964, 1968)
- Sheffield (1972)
- Serpentine (1976)
- Perth (1974)
- Edinburgh (1976)
- Aberdeen (1981)
- Hiroshima (1988)
- the Olympia (2004, retrospectiva)[7]
- Tate Gallery (2007, retrospectiva)[8]

## Col·leccions públiques
- Art Gallery of New South Wales
- Falmouth Art Gallery, Cornwall
- Clare College, Cambridge.